# George Edmund Street
George Edmund Street, né le 20 juin 1824 et mort le 18 décembre 1881, est un architecte anglais de l'époque victorienne.

## Biographie
Formé auprès d'Owen Browne Carter puis de George Gilbert Scott, il s'installe à son compte en 1849 à Londres. Nommé architecte du diocèse d'Oxford en novembre 1850, il s'installe à Wantage. En 1852, il déménage pour Oxford, où il construit et restaure plusieurs églises. De retour à Londres en 1855, il concourt sur plusieurs projets, dont celui de la cathédrale Notre-Dame-de-la-Treille de Lille, qui n'aboutissent pas. Figure emblématique du style néo-gothique, il réalise et restaure toutefois de très nombreuses églises (comme l'église Sainte-Marguerite de Leicester) et bâtiments religieux jusqu'à la fin de sa carrière. Il est aussi l'auteur de la Cour royale de justice à Londres, inaugurée le 4 décembre 1882, après son décès.
Il a conçu les plans de la cathédrale américaine de Paris.
Admis à la Royal Academy en 1866, George Edmund Street a été président du Royal Institute of British Architects. Il reçoit la Médaille d'or royale pour l'architecture en 1874 et la Légion d'honneur en 1878.